# Агриз
Агриз (рус. Агрыз) град је у Русији у Татарстану.

## Становништво
| 1939.  | 1959.  | 1970.  | 1979.  | 1989.  | 2002.  | 2010.  |
| ------ | ------ | ------ | ------ | ------ | ------ | ------ |
| 15.409 | 20.270 | 19.267 | 20.137 | 19.732 | 18.620 | 19.300 |